# Si fa così
Si fa così è un film del 1934 diretto da Adriano Giovannetti.

## Trama
Un ragazzo si è innamorato della figlia di un ricchissimo commerciante di vini; per conquistarla si spaccia per il figlio di un altro produttore di vini francesi. L'imbroglio viene sgamato ma si fa aiutare da tre suoi compagni di università per riconquistare la fiducia del padre della ragazza.